# Октар (хуни)
Октар или Уптар (Octar, Oktar, Oktarm, Ottkar, Uptar; † 430) е владетел на европейските хуни през 5 век. Син е на хунския крал Улдин, брат е и съ-крал на Ругила (или Руа) и на Мундзук. Той е чичо на Бледа и Атила. Наследник е на Шаратон (или Каратон). Приятел е с Аеций (Aetius).
Октар царува заедно с брат си Руа (Ругила) през 425 – 430 г. над голяма част от европейските хуни на запад. Подробности за него не са познати. Късноантичният църковен историк Сократ Схоластик съобщава, че Октар е починал последствие на преяждане на банкет, когато води война с бургундите.